# Berthe Etane Ngolle
Berthe Emillene Etane Ngolle, née le 19 mai 1995 à Yaoundé, est une lutteuse et samboïste camerounaise.

## Carrière
Elle est médaillée d'argent des moins de 67 kg en judo aux Jeux de la Francophonie 2013 à Nice.  
Elle est médaillée d'argent dans la catégorie des moins de 72 kg aux Championnats d'Afrique de sambo 2014 à Yaoundé. En 2015, elle est médaillée de bronze des moins de 63 kg aux Championnats d'Afrique à Alexandrie et médaillée d'argent des moins de 63 kg aux Jeux africains de 2015 à Brazzaville.
Elle remporte la médaille d'argent des moins de 63 kg aux Championnats d'Afrique 2017 à Marrakech, la médaille de bronze dans la même catégorie aux Jeux de la Francophonie 2017 à Abidjan et la médaille de bronze des moins de 68 kg aux Championnats d'Afrique 2018 à Port Harcourt.

## Palmarès

### Lutte
| Année | Compétition                     | Lieu          | Résultat | Catégorie |
| ----- | ------------------------------- | ------------- | -------- | --------- |
| 2013  | Jeux de la Francophonie         | Nice          | 2e       | - 67 kg   |
| 2015  | Championnats d'Afrique          | Alexandrie    | 3e       | - 63 kg   |
| 2015  | Jeux africains                  | Brazzaville   | 2e       | - 63 kg   |
| 2016  | Championnats d'Afrique          | Alexandrie    | 5e       | - 63 kg   |
| 2017  | Championnats d'Afrique          | Marrakech     | 2e       | - 63 kg   |
| 2017  | Jeux de la solidarité islamique | Bakou         | 5e       | - 63 kg   |
| 2017  | Jeux de la Francophonie         | Abidjan       | 3e       | - 63 kg   |
| 2018  | Championnats d'Afrique          | Port Harcourt | 3e       | - 68 kg   |
| 2018  | Jeux du Commonwealth            | Gold Coast    | 5e       | - 62 kg   |
| 2018  | Championnats du monde           | Budapest      | 18e      | - 62 kg   |
| 2019  | Championnats d'Afrique          | Hammamet      | 3e       | - 62 kg   |
| 2019  | Jeux africains                  | Rabat         | 2e       | - 62 kg   |
| 2020  | Championnats d'Afrique          | Alger         | 3e       | - 62 kg   |
| 2022  | Championnats d'Afrique          | El Jadida     | 1re      | - 65 kg   |
| 2023  | Jeux de la Francophonie         | Kinshasa      | 2e       | - 68 kg   |

### Sambo
| Année | Compétition            | Lieu    | Résultat | Catégorie |
| ----- | ---------------------- | ------- | -------- | --------- |
| 2014  | Championnats d'Afrique | Yaoundé | 2e       | - 72 kg   |